# Prudencio Rosas
Prudencio Rosas o Prudencio Ortiz de Rozas (Buenos Aires, 28 de abril de 1800 - Sevilla, España, 1 de junio de 1857) fue un estanciero y militar argentino, que participó en las campañas contra los indígenas de su país y en las guerras civiles argentinas.

## Biografía
Era el segundo hijo del militar León Ortiz de Rozas y de la estanciera Agustina López de Osornio. Ésta había heredado la estancia fundada al sur del río Salado por su padre, Clemente López de Osornio, cuando éste había sido muerto por los indígenas. Era hermano de don Juan Manuel de Rosas, y su nombre completo era Prudencio Domingo del Corazón de Jesús.
Durante algún tiempo período se dedicó a la administración de la estancia materna, pero pronto ingresó en las milicias de caballería provincial. Dedicó gran parte de su vida a la administración de campos familiares y propios, y a la actividad militar contra los indígenas. En 1823 se casó con Catalina de Almada.
En 1826, con el grado de teniente, fue nombrado jefe de un destacamento que guarnecía el fuerte de la Ensenada de Barragán, cargo que ocupó durante toda la Guerra del Brasil.
Se unió a su hermano Juan Manuel en su lucha contra el general Juan Lavalle, y combatió en las batallas de La Vizcacheras y Puente de Márquez.
En 1830 adquirió la estancia Santa Catalina, en la zona sur de la provincia de Buenos Aires, cerca del lugar donde dos años más tarde se formaría el pueblo de Azul, del cual es considerado el precursor. Extendería esa propiedad rural años más tarde, por medio de la enfiteusis.
En 1831 participó de la campaña del general Juan Ramón Balcarce contra la Liga del Interior al frente del Regimiento Número 6 de Caballería, formado en su estancia de Azul. En 1833 apoyó la Revolución de los Restauradores con las tropas de su mando, que trasladó hasta las cercanías de la ciudad de Buenos Aires. Después de la renuncia de Balcarce y la asunción de Juan José Viamonte, el general Agustín de Pinedo y el coronel Prudencio Ortiz de Rozas hicieron una entrada triunfal en la ciudad, al frente de 6000 jinetes y 1000 infantes.
En una oportunidad recibió –y obedeció– la orden de su hermano de fusilar sin juicio ni sentencia a un oficial, el capitán Montero, que estaba complotando contra el gobernador. Recibió la orden en un sobre cerrado, conducida por el propio Montero.
En 1839 organizó la defensa del gobierno de su hermano contra la revolución de los Libres del Sur, evitando que se extendieran fuera de su zona de origen, que iba desde la vieja Chascomús hasta lo que hoy es General Madariaga. Los enfrentó en la batalla de Chascomús, derrotándolos completamente.
Regresado a Chascomús, indultó por orden de su hermano a los gauchos que habían participado en la revolución. En cambio, los jefes revolucionarios, generalmente estancieros, fueron enviados prisioneros a Buenos Aires. Curiosamente, casi ninguno de éstos fueron ejecutados, como sí ocurrió con otros enemigos de Rosas en esos años.
Persiguió a los jefes enemigos, especialmente a Pedro Castelli, que fue alcanzado y muerto cerca de Dolores por tropas de Granada, y su cabeza exhibida durante años en la plaza de ese pueblo. En cambio, el coronel Manuel Rico logró huir y embarcarse con cientos de hombres.
De regreso a Chascomús, defendió la zona de la Magdalena contra la invasión de Lavalle de 1840. Fue ascendido al grado de general.
En 1845, tras el fallecimiento de su primera esposa, que le había dejado ocho hijos vivos, volvió a casarse con Etelvira Romero; se radicó desde entonces en el pueblo de Chascomús, donde compró varias estancias. Poco después se trasladó a la provincia de Santa Fe, colaborando en la reconquista de la provincia, invadida por Juan Pablo López, para el gobernador federal Pascual Echagüe.
Tras la batalla de Caseros —en la que no participó— permaneció alejado de toda actividad pública hasta octubre de 1853, en que vendió muchas de sus propiedades y se trasladó a Montevideo. Desde allí pasó a Portugal y luego a España, donde compró un palacio en Sevilla en el que pasó el resto de su vida.
Murió en Sevilla, España, en 1857. Poco después, su hija Basilia Ortiz de Rozas se casó con el general húngaro Juan Czetz, uno de los fundadores del Colegio Militar de la Nación.
Sus restos fueron repatriados en 1872 por su familia, y descansan en el panteón de la familia Ortiz de Rozas en el Cementerio de la Recoleta.